# Goce Sedloski
Goce Sedloski (sinh ngày 10 tháng 4 năm 1974) là một cầu thủ bóng đá người Macedonia.

## Đội tuyển bóng đá quốc gia
Goce Sedloski thi đấu cho đội tuyển bóng đá quốc gia Macedonia từ năm 1996 đến 2010.

## Thống kê sự nghiệp
| Đội tuyển bóng đá Macedonia | Đội tuyển bóng đá Macedonia | Đội tuyển bóng đá Macedonia |
| Năm                         | Trận                        | Bàn                         |
| --------------------------- | --------------------------- | --------------------------- |
| 1996                        | 7                           | 0                           |
| 1997                        | 6                           | 0                           |
| 1998                        | 5                           | 0                           |
| 1999                        | 3                           | 0                           |
| 2000                        | 7                           | 0                           |
| 2001                        | 5                           | 0                           |
| 2002                        | 7                           | 1                           |
| 2003                        | 9                           | 2                           |
| 2004                        | 9                           | 1                           |
| 2005                        | 7                           | 0                           |
| 2006                        | 8                           | 1                           |
| 2007                        | 8                           | 2                           |
| 2008                        | 7                           | 0                           |
| 2009                        | 10                          | 1                           |
| 2010                        | 2                           | 0                           |
| Tổng cộng                   | 100                         | 8                           |